# Jakob Elsner
Jakob Elsner (ur. ok. 1486 w Konstancji, zm. 1517 w Norymberdze) – niemiecki malarz portrecista, miniaturzysta i iluminator, aktywny w Norymberdze.  

## Działalność artystyczna
Prawdopodobnie pochodził z zamożnej rodziny; jego ojcem był Sebald Elsner, który przybył do Norymbergi w 1456 roku. Jakob, zdobył swoją reputację jako portrecista przed rokiem 1490. Jako miniaturzysta ujawnił swoje zdolność po 1500 roku. Związany był z malarzami Sebastianem Imhofem, Wilhelmem Hallerem i Lorenzem Staiberem. Najstarszymi zachowanymi portretami jest cykl prac przedstawiający członków Rady Miasta Konstancji z lat 1414–1418. Zlecenie to może sugerować, iż swoje pierwsze kroki w malarstwie jako czeladnik rozpoczął w rejonie Górnego Renu. Wzorował się w nich jeszcze na tradycji późnogotyckiej. W 1486 roku wykonał portret Thomasa Reussa, pierwszy portret przedstawiający postać od przodu w malarstwie niemieckim, czyli jeszcze przed autoportretem Dürera. 

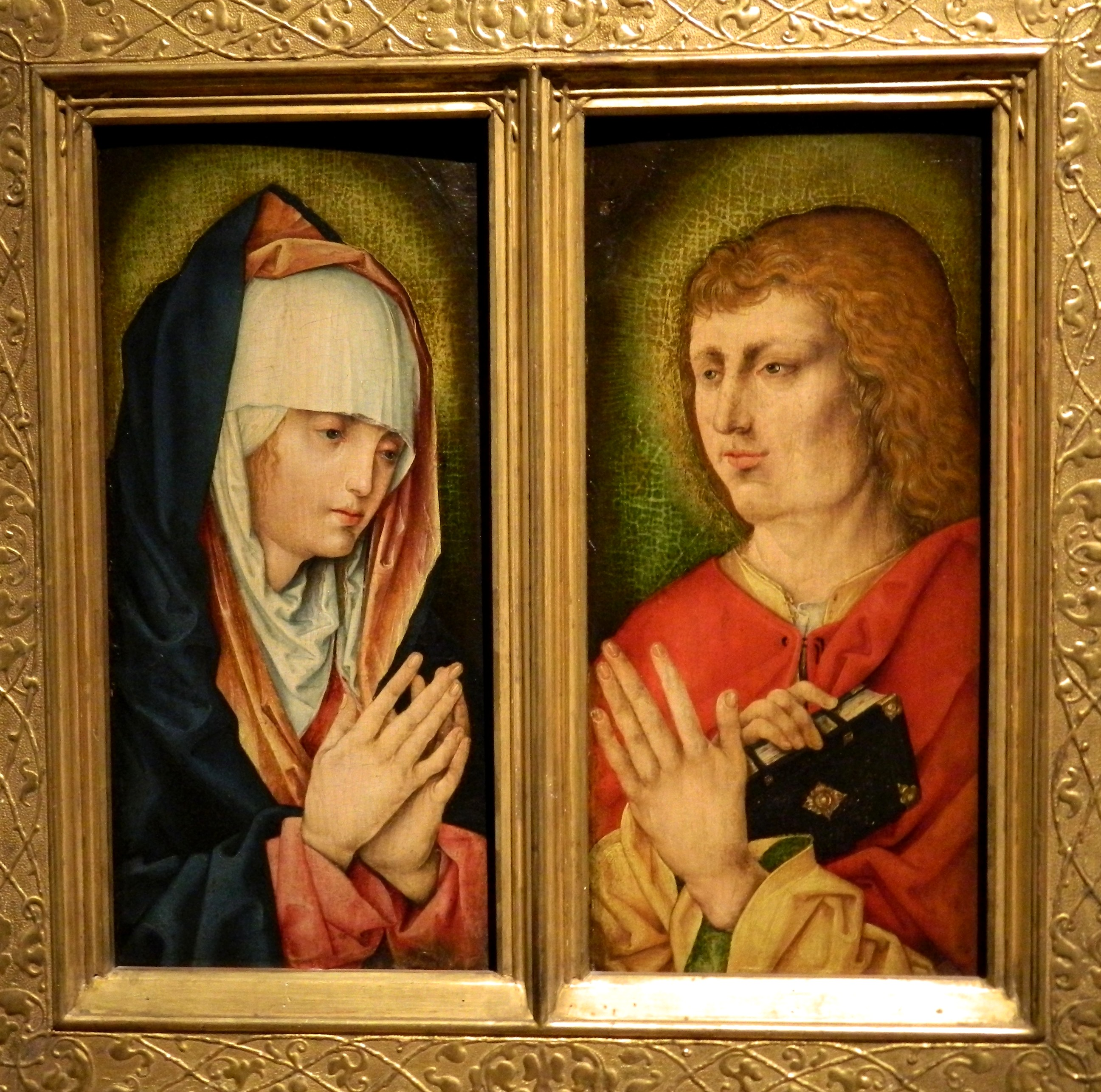
Dyptyk Madonny i Jana Ewangelisty

## Iluminacje
Większą popularność Jakob Elsner zdobywał jako iluminator książek. Fryderyk III, będąc pod wrażeniem jego prac, stawiał je na równi z pracami Nikolausa Glockendona. W 1504 roku Elsner rozpoczął prace nad zilustrowaniem dwutomowej Gänsebuch (Biblioteka Morgana, Nowy Jork) zleconą przez proboszcza kościoła św. Wawrzyńca, Antona Kressa. Pierwszy tom został ukończony w 1507 roku, drugi w 1510. Elsner dekorował kilka manuskryptów dla Fryderyka, elektora.